# Prîvillea, Rozdilna
Prîvillea (în ucraineană Привілля) este un sat în comuna Velîkoploske din raionul Rozdilna, regiunea Odesa, Ucraina.

## Demografie
Componența lingvistică a localității Prîvillea
     Rusă (78,26%)
     Ucraineană (21,74%)
Conform recensământului din 2001, majoritatea populației localității Prîvillea era vorbitoare de rusă (78,26%), existând în minoritate și vorbitori de ucraineană (21,74%).